# Something Magic
Something Magic – dziewiąty album studyjny angielskiego zespołu rockowego Procol Harum, wydany w 1977 roku przez wytwórnię Chrysalis.

## Lista utworów
Opracowano na podstawie materiału źródłowego.
Wydanie LP:
Strona A
| Nr | Tytuł utworu           | Słowa      | Muzyka       | Długość |
| -- | ---------------------- | ---------- | ------------ | ------- |
| 1. | „Something Magic”      | Keith Reid | Gary Brooker | 3:37    |
| 2. | „Skating on Thin Ice”  | Keith Reid | Gary Brooker | 4:49    |
| 3. | „Wizard Man”           | Keith Reid | Gary Brooker | 2:41    |
| 4. | „The Mark of the Claw” | Keith Reid | Mick Grabham | 4:39    |
| 5. | „Strangers in Space”   | Keith Reid | Gary Brooker | 6:08    |
|    |                        |            |              | 21:54   |

Strona B
| Nr | Tytuł utworu                                                        | Słowa      | Muzyka        | Długość |
| -- | ------------------------------------------------------------------- | ---------- | ------------- | ------- |
| 1. | „The Worm & the Tree Part One - Introduction - Menace - Occupation” | Keith Reid | Garry Brooker | 7:50    |
| 2. | „The Worm & the Tree Part Two - Enervation - Expectancy - Battle”   | Keith Reid | Gary Brooker  | 5:29    |
| 3. | „The Worm & the Tree Part Three - Regeneration - Epilogue”          | Keith Reid | Gary Brooker  | 5:20    |
|    |                                                                     |            |               | 18:39   |

## Twórcy
Opracowano na podstawie materiału źródłowego.
Muzycy:
- Gary Brooker – śpiew, fortepian
- Peter Solley – organy, syntezatory
- Mick Grabham – gitara
- Chris Copping – gitara basowa
- B. J. Wilson – perkusja
- Keith Reid – teksty

Produkcja:
- Procol Harum – – produkcja muzyczna
- Ron Albert, Howard Albert – produkcja muzyczna, inżynieria dźwięku
- Jack Nuber – inżynieria dźwięku (asystent)
- Bruce Meek – projekt oprawy graficznej